# Juan Alberto I de Mecklemburgo
Juan Alberto I, duque de Mecklemburgo, en antigua literatura conocido como Juan o Johann (23 de diciembre de 1525 en Güstrow - 12 de febrero de 1576 en Schwerin), fue el duque reinante de Mecklemburgo-Güstrow desde 1547 a 1556 y de Mecklemburgo-Schwerin desde 1556 a 1576. En 1549 Juan Alberto I procuró que el parlamento de Mecklemburgo llevase a cabo la Reforma para todo el ducado.

## Biografía
Juan Alberto fue el hijo mayor del duque Alberto VII de Mecklemburgo-Güstrow y su esposa Ana de Brandeburgo. Hasta los 13 años de edad, fue educada por el "vicario papista" Johann Sperling. En 1539, su padre le envió a la corte de su tío, el elector protestante Joaquín II de Brandeburgo, donde fue educado junto con el hijo del elector, Juan Jorge. Desde 1541 hasta 1544, acudieron a la recientemente fundada Universidad de Fráncfort del Oder juntos. Juan Alberto fue un devoto defensor del protestantismo cuando regresó a Mecklemburgo. A pesar de todo, combatió del lado imperial en la Guerra de Esmalcalda, a petición de su padre.
Cuando su padre murió en 1547, Juan Alberto y sus hermanos Ulrico III y Jorge fueron conjuntamente investidos con el ducado de Mecklemburgo-Güstrow por el emperador Carlos V. Inicialmente, Juan Alberto administró la parte Mecklemburgo-Güstrow del ducado en solitario, mientras Ulrico administró el obispado de Schwerin desde 1550 como sucesor de su primo Magnus III y Jorge combatió en la guerra de Esmalcalda y cayó en 1552 ante Fráncfort del Meno.

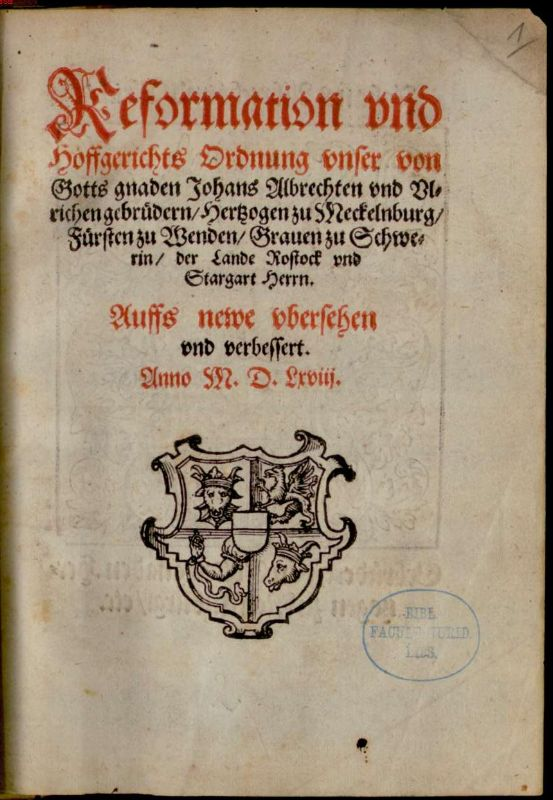
Reforma y Orden de Corte de 1568 por Juan Alberto I

Como un firme defensor del Protestantismo Juan Alberto I, a diferencia de su padre, se implicó él mismo en la introducción de la Reforma en su territorio. En 1549, Juan Alberto I presidió un encuentro de los Estados en Sternberg, que prescribió la fe luterana para todas las partes de Mecklemburgo. Esto puede verse como la introducción oficial del Luteranismo como religión de estado en Mecklemburgo. En febrero de 1550, concluyó una alianza defensiva con el margrave Juan de Brandeburgo-Küstrin y el duque Alberto de Prusia, con cuya hija Ana Sofía estuvo prometido y más tarde se casaría. El 22 de mayo de 1551, Juan Alberto concluyó el secreto Tratado de Torgau con los otros príncipes protestantes en el norte de Alemania. Este tratado formó el marco legal por la rebelión de los príncipes de 1552 contra el emperador Carlos V, en que Juan Alberto I participó.
Su tío Enrique V, quien gobernó Mecklemburgo-Schwerin, murió en 1552 sin heredero varón. Cuando el hermano de Juan Alberto Ulrico entonces reclamó su herencia, el emperador objetó. Surgió una violenta disputa por la herencia. Ulrico forzó a Juan Alberto a consentir el Tratado de Wismar de 11 de marzo de 1555. La disputa fue finalmente resuelta en 1556 por el Edicto de Ruppin por el elector Joaquín II de Brandeburgo. Este edicto hizo a Juan Alberto I regente de la parte occidental de Mecklemburgo, mientras Ulrico recibió la parte oriental, el antiguo señorío de Werle, mientras mantenía un gobierno estatal común.  Ulrico eligió Güstrow como su residencia.
El duque Juan Alberto fue considerado como un príncipe renacentista moderno, y un mecenas de las artes y las ciencias, con una mente abierta para los descubrimientos científicos de su tiempo.  Se comprometió con la Reforma y modernizó el estado. Poseía una biblioteca amplia, que con el tiempo pasó a la posesión de la Universidad de Rostock. Estuvo interesado en instrumentos científicos y en astronomía y cartografía. Empleó a Tilemann Stella como su bibliotecario y cartógrafo de corte. Conjuntamente visitaron la corte imperial en Viena, donde estudiaron arquitectura y técnicas de fortificación moderna, que ellos posteriormente aplicaron a Mecklemburgo. La corte ducal en Wismar y la ampliación de varios castillos ducales y modernas fortificaciones se remontan a las intenciones de Juan Alberto, aunque no siempre tuvo suficientes recursos para financiar sus esfuerzos. Entre su mayor logro está la creación de varios institutos: en Güstrow en 1552, en Schwerin en 1553 y en Parchim en 1554.

## Matrimonio y descendencia

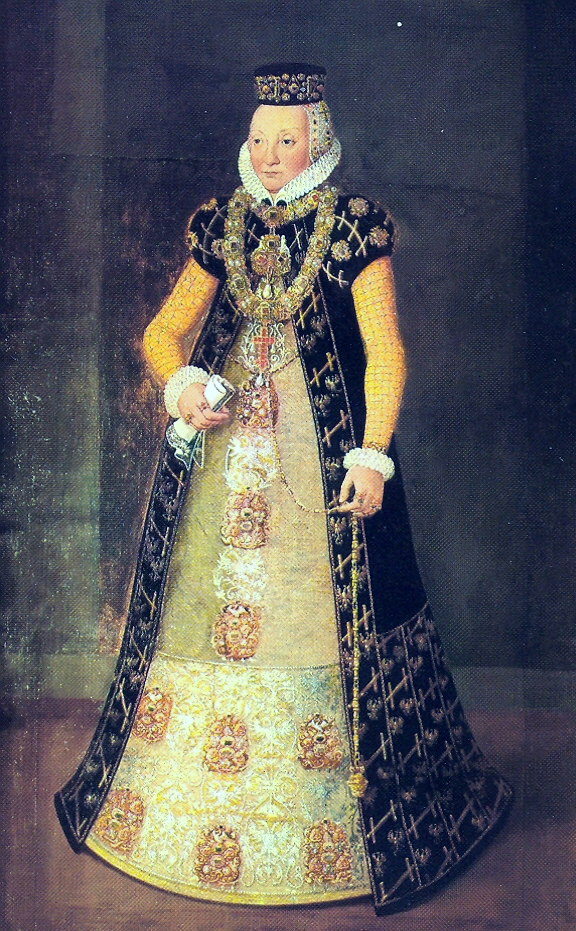
Princesa Ana Sofía de Brandeburgo

El 24 de febrero de 1555 se casó con Ana Sofía de Prusia (11 de junio de 1527 - 6 de febrero de 1591), la hija del duque Alberto de Prusia. La pareja tuvo tres hijos:
- Alberto (1556-1561), duque de Mecklemburgo
- Juan VII (1558-1592), duque de Mecklemburgo-Schwerin desde 1576 a 1592
- Segismundo Augusto, duque de Mecklemburgo (1560-1600), se casó con Clara María de Pomerania-Barth